# Paul Buysse
 (mars 2017).
Si vous disposez d'ouvrages ou d'articles de référence ou si vous connaissez des sites web de qualité traitant du thème abordé ici, merci de compléter l'article en donnant les références utiles à sa vérifiabilité et en les liant à la section « Notes et références ».
Pour les articles homonymes, voir Buysse.
Le comte Paul Buysse, né le 17 mars 1945 à Anvers et mort dans la même ville le 30 décembre 2023, était un administrateur de sociétés de nationalité belge.
Il est l'auteur principal du Code Belge de corporate gouvernance pour les entreprises non cotées en bourse .
Il était diplômé de la Hoger Antwerps Marketing Instituut en Publicité, Marketing & PR; et du Tenneco Advanced Management Programme (Mont Pèlerin - Suisse).
Paul Buysse meurt à Anvers le 30 décembre 2023 à l'âge de 78 ans. Il résidait à Knokke-Heist.

## Carrière
- British Leyland Belgium S.A. - Directeur général Car Sales & Marketing
- Président-directeur général adjoint - Administrateur -
- British Leyland Credit S.A. (1976 - 1979)
- Administrateur délégué de Tenneco Belgium et également
- Président-directeur général de la société sœur J.I. Case Benelux (1981)
- Directeur général pour le Nord de l'Europe - J.I. Case
- Responsable de toutes les activités de J.I. Case, International Harvester et Poclain pour le Nord de l'Europe (1986)
- Administrateur délégué de Hansen Transmissions International (1988)
- Président-directeur général de BTR Automotive and Engineering Group (1989)
- Président-directeur général de BTR Engineering and Dunlop Overseas -
- Membre du Conseil d'administration de BTR Industries Limited -
- Membre du Bureau de BTR (1991)
- Président-directeur général régional de BTR plc
- Administrateur délégué de BTR plc (1994 - 1997)
- Président-directeur général de Vickers plc (01.05.1998)
- Président du Conseil d'administration de Bekaert (10.05.2000 - mai 2014)

### Mandats exercés en 2022
- Président de :
  - Belgian Governance Institute
  - FBNet-Belgium
  - Immobel
  - NEA (centre d'études socio-économiques)
- Membre de: 
  - Comité de gestion de la zone Nord-Centre de Fortis Banque
  - Fortis Merchant & Private Banking Advisory Board
  - Conseil belge de l'INSEAD - Fontainebleau
  - Advisory Board du King Baudouin Foundation Inc. États-Unis
  - Conseil supérieur de l'Université d'Anvers
  - Comité de direction du FEB
- Administrateur de :
  - International Board of Overseers - Sabanci University
  - VOKA (VEV)
- Membre du Comité de Parrainage de TOP MANAGEMENT Europe

### Mandats terminés
- Administrateur de Aquafin (nl)
- Coprésident de Belgo-British Conference
- Président de Caesar Real Estate Fund
- Consul général de Grande-Bretagne et d'Irlande du Nord pour la Province d'Anvers
- Fondateur honoraire de la European Business and Management School
- Administrateur honoraire de Fabrimetal National
- Administrateur honoraire de la Générale de Banque
- Administrateur et président du comité de nomination et de rémunération de la Gimv (nl)
- Président de l'International Chamber of Commerce
- Vice-président du Royal Automobile Club of Belgium
- Président de la Chambre de Commerce et d'Industrie d'Anvers
- Président de la King Baudouin Foundation Inc. (États-Unis)
- Administrateur honoraire - Membre honoraire du Comité exécutif de la Fondation Roi Baudouin
- Président de la Maatschappij voor de Vernieuwing en Promotie van Antwerpen
- Secrétaire-trésorier honoraire de Monument Koning Boudewijn vzw
- Président du Fonds Prince Philippe
- Président du Tribunal de commerce d'Anvers
- Président honoraire de SIGMA
- Président fondateur du Steunraad Antwerpen de la Fondation Roi Baudouin
- Membre de Stichting Continuïteit Fortis
- Membre du Conseil d'administration de l' UAMS (Universiteit Antwerpen Management School)
- Administrateur de Universitaire Bedrijven Centrum Antwerpen
- Président de Videohouse
- Administrateur de l' asbl Anvers '93 Capitale culturelle de l'Europe
- Administrateur de Winterthour.
- Président de Bekaert Group
- Vice-président de l'Institut Royal Supérieur de Défense

## Distinctions
- Grand officier de l'ordre de Léopold II
- Chevalier de l'ordre de Léopold
- Doyen d'honneur du travail
- Officier de la Légion d'honneur

Il bénéficie d'une première faveur nobiliaire accordée par le roi Albert II de Belgique en 1994, sous la forme d'une concession de noblesse personnelle et du titre personnel de chevalier. Le roi Albert II l'a ensuite promu au titre personnel de baron, avec concession de noblesse héréditaire en 1999. Il est finalement élevé au titre de comte, transmissible à tous ses descendants, en 2014 par le roi Philippe de Belgique,. Sa devise est Perseverantia Vici.